# Distrikt Illimo
Der Distrikt Illimo (alternative Schreibweise: Íllimo) liegt in der Provinz Lambayeque in der Region Lambayeque in Nordwest-Peru. Der am 22. November 1905 gegründete Distrikt hat eine Fläche von 24,37 km². Beim Zensus 2017 lebten 8856 Einwohner im Distrikt. Im Jahr 1993 lag die Einwohnerzahl bei 8972, im Jahr 2007 bei 9107. Die Distriktverwaltung befindet sich in der 51 m hoch gelegenen Kleinstadt Illimo mit 5037 Einwohnern (Stand 2017). Die Stadt Illimo liegt 33 km nördlich der Regionshauptstadt Chiclayo an der Straße von Lambayeque nach Olmos.

## Geographische Lage
Der Distrikt Illimo liegt im Küstentiefland. Die Ausläufer der peruanischen Westkordillere erheben sich weiter östlich. Der Fluss Río La Leche fließt entlang der nördlichen und nordwestlichen Distriktgrenze. Im Distrikt wird bewässerte Landwirtschaft betrieben.
Der Distrikt Illimo grenzt im Norden an den Distrikt Pacora, im äußersten Osten an den Distrikt Pítipo (Provinz Ferreñafe) sowie im Süden an den Distrikt Túcume.